# 4a etapa del Tour de França de 2013
La 4a etapa del Tour de França de 2013 es disputà el dimarts 2 de juliol de 2013 sobre un recorregut de 25 km pels voltants de Niça sota el format de contrarellotge per equips.
El vencedor de l'etapa fou l'equip Orica-GreenEDGE, que s'imposà per un segon a l'Omega Pharma-Quick Step. El fins aleshores líder perdé quasi mig minut, per la qual cosa es produí un canvi en el lideratge, que passà a mans de l'australià Simon Gerrans. En la resta de classificacions no es produeix cap canvi.

## Recorregut

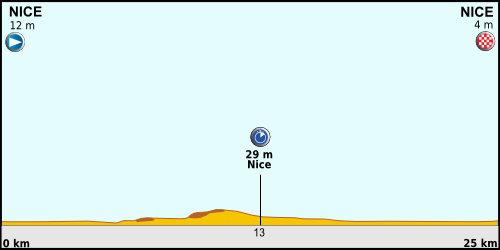
Recorregut de 4a etapa

Primera etapa al continent després de les tres primeres etapes inicials a Còrsega. L'etapa és una contrarellotge per equips de 25 km totalment plana pels carrers de Niça, una ciutat que no acollia una etapa del Tour des de 1981. El recorregut seguia bàsicament el passeig marítim Promenade des Anglais en els dos sentits de circulació fins a la riba del riu Var.

## Desenvolupament de l'etapa
A un quart de quatre de la tarda va començar l'etapa amb la sortida dels equips, cada quatre minuts, per ordre invers a la classificació per equips que hi havia el dia abans. L'Argos-Shimano, darrer classificat, és el primer a prendre la sortida, i també és el que fa el pitjor temps en acabar. El següent equip en prendre la sortida és l'Omega Pharma-Quick Step, que finalitza amb un temps de 25' 57" i que no seria superat per cap dels equips especialistes en aquesta modalitat, especialment el Team Sky i el Garmin-Sharp. Sols l'Orica-GreenEDGE podrà superar aquest temps per 75 centèsimes de segon, finalitzant amb 25' 56", a una velocitat mitjana de 57,841 km/h, cosa que representa la velocitat més alta aconseguida mai en una contrarellotge per equips en la història del Tour de França. El RadioShack-Leopard va finalitzar a 29 segons de l'Orica-Greenedge, cosa que va permetre a Simon Gerrans passar a liderar la cursa. L'Sky, de Christopher Froome, va perdre 3 segons i el Team Saxo-Tinkoff, d'Alberto Contador, sols va perdre sis segons respecte Froome. Per la seva banda Cadel Evans (BMC Racing Team) va perdre 23 segons respecte Froome.

## Classificació de l'etapa
|    | Equip                   | Temps   |
| -- | ----------------------- | ------- |
| 1  | Orica-GreenEDGE         | 25' 56" |
| 2  | Omega Pharma-Quick Step | + 1"    |
| 3  | Team Sky                | + 3"    |
| 4  | Team Saxo-Tinkoff       | + 9"    |
| 5  | Omega Pharma-Quick Step | + 17"   |
| 6  | Garmin-Sharp            | + 17"   |
| 7  | Movistar Team           | + 20"   |
| 8  | Lampre-Merida           | + 25"   |
| 9  | BMC Racing Team         | + 26"   |
| 10 | Team Katusha            | + 28"   |

## Classificació general
|    | Ciclista                   | Equip                   | Temps       |
| -- | -------------------------- | ----------------------- | ----------- |
| 1  | Simon Gerrans (AUS)        | Orica-GreenEDGE         | 12h 47' 24" |
| 2  | Daryl Impey (RSA)          | Orica-GreenEDGE         | m. t.       |
| 3  | Michael Albasini (SUI)     | Orica-GreenEDGE         | m. t.       |
| 4  | Michał Kwiatkowski (POL)   | Omega Pharma-Quick Step | + 1"        |
| 5  | Sylvain Chavanel (FRA)     | Omega Pharma-Quick Step | + 1"        |
| 6  | Edvald Boasson Hagen (NOR) | Team Sky                | + 3"        |
| 7  | Chris Froome (GBR)         | Team Sky                | + 3"        |
| 8  | Richie Porte (AUS)         | Team Sky                | + 3"        |
| 9  | Nicolas Roche (IRL)        | Team Saxo-Tinkoff       | + 9"        |
| 10 | Roman Kreuziger (CZE)      | Team Saxo-Tinkoff       | + 9"        |

## Classificacions annexes
|    | Ciclista                 | Equip         | Punts  |
| -- | ------------------------ | ------------- | ------ |
| 1r | Peter Sagan (SVK)        | Cannondale    | 74 pts |
| 2n | Marcel Kittel (GER)      | Argos-Shimano | 57 pts |
| 3r | Alexander Kristoff (NOR) | Team Katusha  | 48 pts |

|    | Ciclista             | Equip            | Punts  |
| -- | -------------------- | ---------------- | ------ |
| 1r | Pierre Rolland (FRA) | Team Europcar    | 10 pts |
| 2n | Simon Clarke (AUS)   | Orica-GreenEDGE  | 5 pts  |
| 3r | Blel Kadri (FRA)     | AG2R La Mondiale | 5 pts  |

|    | Ciclista                 | Equip                   | Temps       |
| -- | ------------------------ | ----------------------- | ----------- |
| 1r | Michał Kwiatkowski (POL) | Omega Pharma-Quick Step | 12h 47' 25" |
| 2n | Andrew Talansky (USA)    | Garmin-Sharp            | + 16"       |
| 3r | Nairo Quintana (COL)     | Movistar Team           | + 16"       |

|    | Equip             | Temps       |
| -- | ----------------- | ----------- |
| 1r | Orica-GreenEDGE   | 37h 30' 20" |
| 2n | Team Sky          | + 3"        |
| 3r | Team Saxo-Tinkoff | + 9"        |

## Abandonaments
- Ted King (USA) (Cannondale): fora de control[5]